# Территориальные изменения Швейцарии
Швейцарский союз был основан как позднесредневековой альянс между сельскими общинами, расположенными в долинах Альп и входившими в то время в состав Священной Римской империи, для обеспечения общих интересов, прежде всего, защиты торговли через альпийские перевалы, являвшимися кратчайшим путём между Германией и Италией. Желая, в условиях противостояния в Италии с папой римским, самостоятельно контролировать стратегически важный регион, императоры из династии Гогенштауфенов присвоили этим землям статус «имперских» (нем. reichsfrei). Находясь в этом статусе, регионы Ури, Швиц и Унтервальден напрямую подчинялись императору без каких-либо промежуточных сеньоров и, таким образом, были в значительной степени автономны.
Владевшая значительными землями в этом регионе династия Габсбургов стремилась расширить своё влияние и подчинить «имперские» общины себе, вследствие чего между ними возник конфликт. Три «лесных кантона»-основателя «Клятвенного братства», как тогда назывался союз, объединились в начале XIV века с принадлежавшему Габсбургам городом Люцерном и имперскими городами Цюрих и Берн. Вместе им удалось победить габсбургскую армию в нескольких битвах. Они также извлекали пользу из внутриполитической ситуации внутри Священной Римской империи, императоры которой на протяжении большей части XIV века происходили из Люксембургского дома, враждовавшего с Габсбургами и рассматривающего «Клятвенное братство» как потенциальных союзников.
В результате войн и мирного расширения, Союз к 1460 году контролировал к югу и западу от Рейна большую часть территории до Альп и гор Юра. В конце XV века две войны привели к расширению Союза до тринадцати кантонов: в Бургундских войнах 1470-х годов союзники утвердили свою гегемонию на западной границе, а их победа в Швабской войне 1499 года против войск императора Максимилиана I обеспечила фактическую независимость от империи. Во время своего участия в Итальянских войнах швейцарцы взяли под свой контроль Тичино.
Два подобных союза возникли и в соседних областях Альп в XIV веке: в Граубюндене был основан «Союз трех лиг», а в Вале в результате конфликтов с Савойским герцогством был образован «Союз Семи Десятков». Ни один из этих союзов не был частью «Клятвенного братства», но оба они поддерживали с ним очень тесные связи.

## Предыстория
В XI — XII веках территория современной Швейцарии находилась в состоянии феодальной раздробленности. Она входила в состав Священной Римской империи и была разделена между несколькими, враждовавшими между собой, родами, наиболее могущественными среди которых были: Церингены, Кибурги, Ленцбурги и Габсбурги.
В 1097 году герцог Бертольд II примирился с императором Генрихом IV и отказался от претензий на швабское герцогство, сохранив владения в Брейсгау и получив взамен своих претензий звание «герцога Церингена» (по названию своего замка), а также наследственное фогтство (или императорские владения — в зависимости от источника) в графстве Тургау (существовало до 1111 года) и Цюрихгау (в той его части, которая не зависела от цюрихских имперских монастырей Фраумюнстер и Гросмюнстер). Чуть позже Церингены получили фогтство на восточную часть принадлежавшего императору Бургундского королевства, и с 1127 года, помимо прочего, носили титул ректоров (наместников) Бургундии.
Обширные территории будущей Швейцарии принадлежали «имперским» монастырям: Дизентису, Айнзидельну, Фраумюнстеру, Гросмюнстеру и Санкт-Галлену
Одним из ключевых событий в истории создания Швейцарского союза стало строительство в 1220-х годах Чертова моста через реку Ройс в ущелье Шолленен, сделавшее проходимым перевал Сен-Готард.  Неизвестно кем был построен мост. Согласно более позднему историческому преданию его построил местный кузнец по имени Гешенен. По другим данным, к строительству имели отношение, переселившиеся в эту местность незадолго до этого и обладавшие соответствующими навыками, вальзеры. Стратегическое значение  нового пути было оценено императором Фридрихом II Гогенштауфеном — по его указанию для лучшего контроля за перевалом его сын германский король Генрих VII в 1231 году выкупил у Габсбургов и перевёл в статус «имперских» сельские общины близлежащей долины Ури, переподчинив их напрямую императору. Открытие Сен-Готарда, расширившиеся торговые связи с пребывавшей в то время в состоянии экономического бума Италией, и автономия, гарантированная имперским статусом, привели к экономическому процветанию Ури. К 1237 году на перевале был построен горный приют и наблюдалось значительное движение транспорта.